# Yakovlev Yak-7
Le Yakovlev Yak-7 est un avion de chasse soviétique de la Seconde Guerre mondiale, dérivé du Yak-1.

## Conception
Parallèlement au Ya26, le bureau Yakovlev avait dessiné un biplace d'entraînement et de liaison dérivé, le Ya27, produit sous le nom de UTI26 puis Yak-7 au printemps 1941. Cependant, le manque d'avions de combat et la plus grande simplicité de sa construction imposèrent l'idée d'en dériver un chasseur, le Yak-7A en juillet 1941. Suivit le Yak-7B à moteur VK105PF dont la production en grande série fut lancée à l'usine GAZ-292 de Saratov en avril 1942 avec sa variante biplace, le Yak-7V. Jusqu'en mars 1943, 6 399 avions dont 5 000 chasseurs Yak-7B furent produits. De petites séries furent produites avec des longerons d'ailes en acier, les Yak-7D et Yak-7DI qui donnèrent naissance au Yakovlev Yak-9.

## Variantes
- Ya27 prototype.
- UTI26 puis Yak7UTI premiers exemplaires de biplace, armés d'une mitrailleuse ShKAS 7,62 mm dans le capot.
- Yak7A premiers exemplaires de monoplace, armés de deux mitrailleuses ShKAS 7,62 mm dans le capot et d'un canon ShVAK de 20 mm dans le moteur, blindage, réservoirs auto-obturants, siège arrière conservé mais sans commandes, septembre 1941.
- Yak7V V pour Vyvozoni (familarisation) biplace avec train d'atterrissage fixe, produit à partir de l'été 1941 ; un grand nombre fut équipé de ski.
- Yak7B améliorations aérodynamiques, moteur Vk105PA ou PF et emport de bombes ou roquettes, printemps 1942.
- Yak7R version de reconnaissance photographique des Yak7UTI et Yak7B.
- Yak7-37 canon ShVAK de 20 mm remplacé par un NS-37 de 37 mm, poste de pilotage reculé.
- Yak7D pour Dal'ny (grand rayon d'action) version de reconnaissance, voilure avec longerons métalliques en H, 8 réservoirs d'aile et un de fuselage.
- Yak7DI (chasseur à long rayon d'action) dérivé du Yak-7D, armé d'un canon ShVAK de 20 mm et d'une UB de 12,7 mm sur la gauche du capot moteur, 4 réservoirs d'aile, fin de l'été 1942.
- Yak7/M82 prototype avec moteur en étoile Shvetsov M82.
- Yak7T version antichar avec canon NS37 de 37 mm à travers le moteur.
- Yak7K biplace V avec un poste arrière confortable pour les liaisons.
- Yak-7PVRD un Yak-7 fut équipé d'un moteur fusée Merkulov DC-4 sous chaque aile.
- Yak-7PD prototype avec moteur Vk105PD avec compresseur de haute altitude, armement réduit à un canon ShVAK de 20 mm.